# Alonso Quintero (actor)
Alonso Quintero Contreras (Santiago de Chile, 29 de junio de 1993) es un sociólogo y actor chileno de televisión.

## Biografía
En 2011 es contratado por el área dramática de Televisión Nacional de Chile para participar en la exitosa producción Aquí mando yo. Posteriormente protagoniza Pobre rico, su segunda producción vespertina del primer semestre de 2012. 
En 2013, emigra a Canal 13, donde firmó contrato por dos años. En 2015 luego de la crisis que enfrenta el área Dramática de Canal 13 no se le renueva contrato. En 2017 vuelve a las telenovelas con Perdona nuestros pecados.
En 2025, concluyó su grado y maestría en sociología por la Pontificia Universidad Católica de Chile.

## Filmografía
| Año  | Título            | Director           |
| ---- | ----------------- | ------------------ |
| 2014 | El mago           | Matías Pinochet    |
| 2018 | Contra el demonio | José Miguel Zúñiga |
| 2023 | Las demás         | Alexandra Hyland   |

## Televisión
| Año       | Título                   | Papel              | Ref.                        |
| --------- | ------------------------ | ------------------ | --------------------------- |
| 2007      | Vivir con 10             | Baltazar Solé      | Elenco principal            |
| 2011–2012 | Aquí mando yo            | Rodrigo Montenegro | Elenco principal            |
| 2012–2013 | Pobre rico               | Nicolás Cotapos    | Protagonista; 227 episodios |
| 2014      | Mamá mechona             | Emmanuel Peña      | Elenco principal            |
| 2017–2018 | Perdona nuestros pecados | Martín Quiroga     | Elenco principal            |
| 2019      | Río oscuro               | Pedro Salgado      | Elenco principal            |
| 2023      | Dime con quién andas     | Juan               | ¿? episodios                |
| 2024–2025 | Juego de ilusiones       | Alonso Rumián      | Elenco principal            |
| 2025      | El jardín de Olivia      | Bastián Walker     | Elenco principal            |

| Año       | Título        | Papel              | Ref.             |
| --------- | ------------- | ------------------ | ---------------- |
| 2009–2010 | Otra vez papá | José Pedro Campino | Elenco principal |